# 聞人韺
聞人韺（1409年—？），字以和，浙江紹興府餘姚縣人，民籍。明朝政治人物。進士出身。

## 生平
正統六年（1441年）辛酉科浙江鄉試第四十七名。正統七年（1442年）壬戌科會試第七十五名，殿試登進士第三甲第二十名。授寧國縣知縣。擢山东道御史，因建言谪驿丞，升吴县令，以子贵赠工部郎中。

## 家族
曾祖聞人明。祖父聞人謙。父亲聞人原。